# هيو بروغان
هيو بروغان (بالإنجليزية: Hugh Brogan)‏ هو مؤرخ بريطاني، ولد في 20 مارس 1936.